# Pierre Rebeur
Pierre Rebeur, né le 28 mai 1629 à Turcey en Bourgogne, et mort avant 1715, peut-être à Berlin, est un notaire et géomètre longtemps établi en Suisse, à Lausanne, puis à Cormondrèche.

## Biographie
Pierre Rebeur est attesté à Lausanne dès 1656, y exerçant le notariat. La même année, il acquiert la bourgeoisie du chef-lieu vaudois et épouse à Morges Suzanne Caran, fille d’un marchand lausannois, qui lui donnera douze enfants. L’ascension sociale de Rebeur est rapide : notaire, secrétaire de la cour d’appel, commissaire à terrier dans divers bailliages : il travaille pour des particuliers dès 1656, pour la ville de Lausanne dès l’année suivante, et pour les autorités bernoises, dont dépendait alors le Pays de Vaud, dès 1659. Dès 1659, il est membre de divers conseils lausannois, et, de 1662 à 1667, procureur patrimonial de Leurs Excellences de Berne, dont il défend les droits à Lausanne.
Les plans de Denges sont achevés en 1658. Travaillant aux relevés de Lausanne, d’abord pour les autorités lausannoises, puis pour celle de Berne, Rebeur réalise entre 1665 et 1680 trois gros terriers, accompagné d’un volume de plans, dont les archives ont conservé plusieurs exemplaires, dont deux copies difficiles à dater.
Rebeur est chargé également de procéder à une enquête sur la noblesse vaudoise. Cet ouvrage, «Dessin ou idée historique et généalogique du pays de Lausanne et de Vaud» est resté inachevé. Ces divers travaux, toutefois, lui valent de nombreuses inimitiés, aussi bien chez les Lausannois que chez les autorités bernoises. Emprisonné une première fois en août 1682, il s’enfuit à Dijon avec son fils Jean-Philippe en décembre de la même année. Rentré en mai 1683 pour s’expliquer, il est emprisonné à nouveau et condamné en 1684 à la réclusion à perpétuité. Une cellule est aménagée en 1685 pour lui au château d’Aarbourg .
Au printemps 1688, cependant, il parvient à s’évader et se réfugie à Cormondrèche, où le rejoint une partie de sa famille. Jean-Philippe, l’un des fils, a quitté lui aussi Lausanne, pour se rendre à Potsdam, où il est précepteur du prince Frédéric-Guillaume. Pierre Rebeur commence alors une nouvelle carrière sur le territoire de Neuchâtel, et est naturalisé Neuchâtelois en 1694. En dépit de ses efforts, il ne parviendra pas à rentrer en grâce auprès des autorités bernoises et lausannoises. En 1708, à près de 80 ans, il se trouve à Berlin pour récupérer l’héritage de son fils Jean-Philippe, décédé prématurément. Il meurt peut-être lui aussi dans cette ville, avant 1715.